# Convenção de Faro (2005)
A Convenção-Quadro do Conselho da Europa sobre o Valor do Património Cultural para a Sociedade, mais conhecida como Convenção de Faro (2005), é um tratado multilateral do Conselho da Europa pelo qual os estados assinantes concordam em proteger o património cultural e os direitos dos cidadãos de acessar e participar desse património, ressaltando a importância deste direito para a vida cultural dos indivíduos.

## Conteúdo
A convenção estabelece direitos e responsabilidades em relação ao património cultural a nível individual, regional, governamental e transnacional, explicitamente no contexto do artigo 27.º da Declaração dos Direitos Humanos das Nações Unidas, que garante o direito ao Homem de “participar livremente na vida cultural da comunidade”.
Exemplos desta ação são o 1.º artigo da convenção, que estabelece que “os direitos relativos ao património cultural são inerentes ao direito de participar na vida cultural”, assim como o artigo 4.º, que estabelece que “toda a pessoa... tem o direito de beneficiar do património cultural e de contribuir para o seu enriquecimento”.
A convenção também se concentra na promoção da sustentabilidade, do acesso e do uso da tecnologia digital, uma inovação comparado a acordos anteriores, no contexto da divulgação e promoção do património cultural.

## Conclusão e entrada em vigor
A Convenção foi concluída e assinada em 27 de outubro de 2005 em Faro, Portugal. O signatário mais recente foi São Marino, em Fevereiro de 2024. Entrou em vigor apenas a 1 de junho de 2011 após ser ratificado por dez estados, uma das metas necessárias para entrar em vigor.

## Estados participantes
25 estados ratificaram o tratado, atualizado a Novembro de 2024:
- Arménia
- Áustria
- Bélgica
- Bósnia e Herzegovina
- Croácia
- Estónia
- Finlândia
- Georgia
- Hungria
- Itália
- Letónia
- Luxemburgo
- Moldávia
- Macedónia do Norte
- Montenegro
- Noruega
- Portugal
- Sérvia
- Eslováquia
- Eslovénia
- Espanha
- Suíça
- Ucrânia
- Polónia
- São Marino